# Parapalpares interioris
Parapalpares interioris is een insect uit de familie van de mierenleeuwen (Myrmeleontidae), die tot de orde netvleugeligen (Neuroptera) behoort. 
Parapalpares interioris is voor het eerst wetenschappelijk beschreven door Kolbe in 1897.